# Aldo Fiorina
Aldo Fiorina (* vermutlich in Valle Mosso, Provinz Biella) war ein italienischer Motorradrennfahrer, der in den 1920er-Jahren aktiv war. Er startete unter anderem für den italienischen Hersteller Garelli in der 350-cm³-Klasse. Fiorinas Erfolge trugen zur Rennsportgeschichte von Garelli in den 1920er-Jahren bei. Die Marke erreichte in dieser Zeit zahlreiche Siege in der 350-cm³-Kategorie.

## Rennerfolge
Fiorina war insbesondere bei Straßenrennen in Norditalien erfolgreich. Beim Bergrennen Biella–Graglia Santuario belegte er im August 1924 den sechsten Platz in der 350-cm³-Klasse.
Am 26. Juli 1925 gewann er das Rennen Circuito di Novara über 225 km mit einer Endzeit von 2 Stunden, 46 Minuten und 10 Sekunden in der 350-cm³-Klasse.
Auch im Juli 1926 konnte er den Circuito di Novara erneut gewinnen – dieses Mal mit einer Zeit von 2 Stunden und 45 Minuten.
Es wird angenommen, dass Fiorina auch an weiteren Motorradrennen teilnahm, jedoch fehlen detaillierte Aufzeichnungen über zusätzliche Erfolge oder Teilnahmen. 

## Motorräder
Fiorina startete auf einer Garelli 350 GP, einem Rennmotorrad mit 346 cm³, das ab 1924 erfolgreich in der Mittelklasse eingesetzt wurde.